# Aldo Vollono
Aldo Vollono (ur. 3 sierpnia 1906 w Genui; zm. 5 czerwca 1946 w Brunate) – włoski piłkarz, grający na pozycji obrońcy.

## Kariera piłkarska
W 1928 rozpoczął karierę piłkarską w drużynie Triestina. W latach 1925–1931 bronił barw Juventusu, z którym zdobył mistrzostwo Włoch. Potem wrócił do Triestiny. Następnie do 1934 roku grał w klubach Bari i Antibes.

## Sukcesy i odznaczenia

### Sukcesy klubowe
Juventus
- mistrz Włoch: 1930/31